# 大野町民俗資料館
大野町民俗資料館（おおのちょうみんぞくしりょうかん）とは、岐阜県揖斐郡大野町にある博物館。

## 概要
主に民俗資料（農機具、養蚕器具、生活用具など）を保管展示する施設である。1973年（昭和48年）開館。建物は大野町立大野小学校の旧校舎（明治44年建築）の特別教室を移築したものである。
かつては大野町内の縄文時代から古墳時代の埋蔵文化財や古墳（野古墳群など）からの出土品の展示もされていたが、その多くは2021年（令和3年）に開館した大野町埋蔵文化財センターに移されている。
見学をする場合は、事前に大野町教育委員会への申し込みが必要である。

## 主な収蔵物
- 皥々舎鬼瓦　※町重要文化財
- 長沼麦庵遺墨　※町重要文化財
- 農機具
- 養蚕器具
- 生活用具
- 文楽人形かしら
- 蛇幕

## 利用案内
- 住所：岐阜県揖斐郡大野町大字黒野910番地3
- 営業時間：10：00 - 16：00
  - 事前に大野町教育委員会への申し込みが必要。また、上記の営業時間は教育委員会職員が対応可能な時間である。
- 休館日：土日曜日、祝日、年末年始（12月29日 - 1月3日）
- 利用料金：無料

## 交通アクセス

### 公共交通機関
- 岐阜バス・名阪近鉄バス・揖斐川町ふれあいバス「大野バスセンター」バス停より徒歩約5分
  - 東海道本線・高山本線岐阜駅及び名鉄名古屋本線・各務原線名鉄岐阜駅より岐阜バス大野忠節線【C39】「大野バスセンター」、モレラ忠節線【C30】「大野バスセンター」、真正大縄場線【O85】「大野バスセンター」行き
  - 東海道本線穂積駅より岐阜バス大野穂積線「大野バスセンター」行き
  - 東海道本線大垣駅より名阪近鉄バス大垣大野線「大野バスセンター」行き
  - 養老鉄道揖斐駅より揖斐川町ふれあいバス揖斐大野線「大野バスセンター」行き

## 周辺施設
- 大野町立大野小学校
- 大野町立大野中学校
- 大野町役場
- 大野町総合町民センター
- 大野町中央公民館
- 黒野駅レールパーク（旧・名鉄揖斐線黒野駅）
- 大野バスセンター
- 大野町民体育館
- 大野町民武道館